# GRC Groningen
GRC Groningen is een in 1933 door een fusie ontstane amateurvoetbalvereniging uit stad Groningen, provincie Groningen, Nederland. De club speelt sinds 1973 op sportpark Corpus den Hoorn in de gelijknamige wijk.
De standaardelftallen van de club spelen in het seizoen 2025/26 in de Eerste klasse H en Vijfde klasse zaterdag in het KNVB-district Noord.

## Geschiedenis
In 1933 fuseerden GVV (Groninger Voetbal Vereniging, opgericht op 2 april 1902) en Royal (1920) tot GRC (GVV-Royal-Combinatie). Hierbij werd de oprichtingsdatum van GVV aangehouden. In 1985 kwam daar het achtervoegsel Groningen bij. In april 2012 vierde de club haar 110-jarig jubileum.
GVV speelde zeven seizoenen (in twee periodes) in de Eerste klasse, op het hoogste noordelijke voetbalniveau. De vierde plaats in het seizoen 1925/26 is de hoogst bereikte eindklassering.

## Standaardelftallen
Zondag
Het zondagstandaardelftal startte in het seizoen 1933/34 in de Tweede klasse, het tweede amateurniveau in het KNVB-district Noord, dezelfde klasse waarin GVV het laatst uitkwam, en verbleef hier 39 seizoenen onafgebroken in. In 1974 promoveerde GRC naar de Eerste klasse, vanwege de invoering van de zondag Hoofdklasse in 1974/75 ook weer het tweede amateurniveau. Na elf seizoenen promoveerde het naar de Hoofdklasse, toenmalig het hoogste amateurniveau, waar GRC in HB uitkwam. Dit verblijf duurde drie seizoenen (1985/86-1987/88). Na drie degradaties in de vijf volgende seizoenen speelde GRC in 1993/94 een enkel seizoen in de Vierde klasse -het laagste niveau waarin het uitkwam- in 1994/95 in de Derde klasse. Beide seizoenen werd middels het klassekampioenachap promotie behaald. Vanaf 1995/96 speelt GRC afwisselend eerste- en tweede klasse voetbal.

### Kampioenschappen
Zaterdag
Vijfde klasse: 2012, 2016
Zondagelftal
Eerste klasse: 1985
Tweede klasse: 1938, 1939, 1941, 1956, 1974*, 2005, 2013, 2016, 2025
Derde klasse: 1995
Vierde klasse: 1994
* 1974: na beslissingswedstrijd tegen VV Titan (3-1 in Stadskanaal)

### Competitieresultaten

#### Zaterdagelftal 1971–heden
| 9 2A |

|  |

| 7 2A |

| 6 2B |

|  |

|  |

| 3 1A |

|  |

|  |

| 8 4C |

| 12 4C |

| 2 1B |

| 6 1B |

| 2 1B |

| 11 1B |

|  |

| 10 4D |

| 12 4C |

|  |

| 5 2B |

| 3 2B |

| 6 2B |

| 4 2B |

| 4 2B |

| 7 2B |

|  |

| 5 5C |

| 8 5D |

| 8 5D |

| 11 5D |

| 9 6D |

| 6 6D |

| 4 6C |

| 11 5C |

| 6 6E |

| 5 6D |

| 5 6D |

| 3 6D |

| 8 6D |

| 8 6D |

| 12 5E |

| 1 5E |

| 11 4C |

| 4 5F |

| 6 5D |

| 1 5D |

| 13 4C |

| 2 5D |

| 4 5D |

| -- 5D |

| -- 5D |

| 8 5D |

| 9 5E |

| 9 5E |

| 12 5E |

| Vierde klasse | Vijfde klasse | Eerste klasse GVB | Zesde klasse | Tweede klasse GVB |

#### Zondagelftal 1934–heden
| 7 2B |

| 4 2B |

| 6 2B |

| 2 2B |

| 1 2B |

| 1 2A |

| 1 B |

| 1 2B |

| 2 2B |

| 10 2B |

| 4 2B |

|  |

| 7 2B |

| 2 2B |

| 8 2A |

| 7 2A |

| 6 2A |

| 8 2B |

| 8 2B |

| 9 2A |

| 2 2A |

| 6 2A |

| 1 2A |

| 6 2A |

| 7 2A |

| 6 2A |

| 10 2A |

| 6 2A |

| 2 2A |

| 7 2A |

| 5 2A |

| 10 2A |

| 8 2A |

| 4 2A |

| 2 2A |

| 2 2A |

| 2 2A |

| 3 2A |

| 5 2A |

| 2 2A |

| 1 2B |

| 4 1C |

| 3 1C |

| 5 1C |

| 4 1C |

| 4 1C |

| 9 1C |

| 3 1C |

| 6 1C |

| 3 1C |

| 3 1C |

| 1 1C |

| 10 B |

| 10 B |

| 14 B |

| 12 1C |

| 10 2A |

| 6 3B |

| 7 3B |

| 10 3B |

| 1 4E |

| 1 3D |

| 3 2A |

| 7 1F |

| 7 1F |

| 3 1F |

| 9 1F |

| 10 1F |

| 5 2L |

| 3 2K |

| 3 2K |

| 1 2L |

| 5 1F |

| 8 1F |

| 4 1F |

| 12 1F |

| 6 2K |

| 11 2K |

| 2 3C |

| 1 2K |

| 12 1F |

| 5 2K |

| 1 2L |

| 4 1F |

| 10 1F |

| 10 1F |

| -- 1F |

| -- 1F |

| 10 1F |

| 9 1E |

| 13 1J |

| 1 2H |

| Hoofdklasse | Eerste klasse | Tweede klasse | Derde klasse | Vierde klasse | Noodcompetitie |

#### GVV 1908–1933
| 2 |

| 2 |

| 2 |

| 2 |

| 3 |

| 2 3B |

| 4 3B |

| 1 |

| 4 |

| 5 |

| 2 |

|  |

| 1 |

| 9 |

| 10 |

| 3 2A |

| 1 2B |

| 8 |

| 4 |

| 9 |

| 9 |

| 10 |

| 3 2B |

| 4 2B |

| 7 2B |

| 9 2B |

| Eerste klasse | Tweede klasse | Derde klasse |

#### Royal 1931–1933
| 3 3B |

| 4 3B |

| 4 3B |

| Derde klasse |

In elke staaf van de grafiek staat van boven naar beneden vermeld: 
- Eindnotering

Dit is de positie die de club heeft bereikt in de competitie, zonder eventuele beslissings-, play-off- of nacompetitiewedstrijden die nodig zijn geweest om bijvoorbeeld de kampioen van de competitie te bepalen.
Indien een * achter het getal staat is de notering een tussenstand en kan het zijn dat de notering niet overeenkomt met de uiteindelijke eindstand van de competitie.
Staat er een - dan is het seizoen nog bezig en is er geen definitieve uitslag bekend.
Staat er xx op de positie van de notering, dan heeft de club vroegtijdig de competitie verlaten. Dit kan onder andere komen door terugtrekking van het team, faillissement van de club of door een uitgedeelde straf van de KNVB. In veel gevallen staat elders in het artikel de reden vermeld.
Staat er een ? dan is het resultaat uit het verleden onbekend, en is alleen de competitie of het niveau bekend van dat seizoen.
In de seizoenen 2019/20 en 2020/21 werd wegens de coronacrisis het amateurvoetbal afgebroken. Daardoor kennen deze staven geen eindklassering (middels -- weergegeven).
- Competitieniveau en afdelingsletter of Officiële eindstand Eredivisie
  - Competitieniveau en afdelingsletter

Hierbij geeft het getal het niveau weer, dat ook terug te vinden is in de legenda. De letter is de afdelingsaanduiding en wordt gebruikt wanneer er meer afdelingen zijn op hetzelfde niveau. De afdelingsletter is altijd een hoofdletter en wordt meestal zonder nummer gebruikt.
Voorbeeld: 2F is niveau 2e klasse competitie F.
Het competitieniveau en nummer wordt niet vermeld wanneer er slechts één competitie van dit niveau was.
  - Officiële eindstand Eredivisie (getal staat tussen haakjes vermeld)

Sinds de introductie van play-offwedstrijden voor Europees voetbal na afloop van de reguliere competitie in 2005/06, is de KNVB verplicht een eindstand van de Eredivisie door te geven aan de UEFA aan de hand van deze play-offwedstrijden.
Bij deze eindstand staan clubs die zich hebben gekwalificeerd voor Europees voetbal hoger dan clubs die zich niet wisten te kwalificeren. Indien er geen verschil was tussen de eindnotering en de officiële eindstand, staat dit getal niet vermeld.

- Onderafdeling

Hier staat afgekort de naam van de onderafdeling indien de club in dat jaar in een onderafdeling uitkwam. Tevens staat deze afkorting in de legenda en wordt gelinkt naar het artikel over deze onderafdeling. Deze afkorting wordt alleen vermeld wanneer de club in het verleden in verschillende onderafdelingen heeft gespeeld. Deze vermelding is in de staaf altijd in kleine letters. Deze onderafdelingen zijn na het seizoen 1995/96 afgeschaft. Heeft de club in slechts één onderafdeling gespeeld, dan is dit alleen terug te vinden in de legenda.
Onder de staaf staat het jaartal vermeld waarin het seizoen is afgesloten. 15 verwijst naar het seizoen 2014/15 of eventueel het seizoen 1914/15.
Wanneer een staaf leeg is, zijn deze gegevens niet bekend. Het kan ook zijn dat de club dat seizoen niet heeft meegespeeld op het hogere amateurniveau, vroegtijdig de competitie heeft verlaten of uit de competitie is gezet.

In het seizoen 1944/45 was er wegens de Tweede Wereldoorlog geen regulier competitievoetbal.

## Bekende (ex-)spelers
Verschillende profspelers hebben in de jeugd (enige tijd) bij GRC gespeeld.
- Juninho Bacuna
- Marcel Groninger
- Erwin Koeman
- Ronald Koeman
- Yoëll van Nieff
- Sander Rozema

Amicitia VMC · Be Quick 1887 · Blauw Geel '15 · DIO Groningen · DIVA '83 · VV Engelbert · GSAVV Forward · VV GEO · VV Glimmen · VV Gorecht · GRC Groningen · Groen-Geel · VV Groningen · VV Groninger Boys · VV Gruno · GVAV-Rapiditas · VV Haren · VV Helpman · HFC'15 · Italian Boys · Kids United · GSVV The Knickerbockers · FC Lewenborg · Lycurgus · VV Mamio · VV Omlandia · Oosterparkers · Oranje Nassau · PKC '83 · VV Potetos · SC Stadspark · Sv TEO · Velocitas 1897 · VVK · SV Woltersum